# Spoorlijn Kreuztal - Cölbe
De spoorlijn Kreuztal - Cölbe is een Duitse spoorlijn en is als spoorlijn 2870 onder beheer van DB Netze.

## Geschiedenis
Het traject werd door de Preußische Staatseisenbahnen geopend tussen 1883 en 1889.  

## Treindiensten
De Kurhessenbahn en Hessische Landesbahn verzorgen het personenvervoer op dit traject met RB treinen.
| Serie | Treinsoort                      | Route | Bijzonderheden                                         |
| ----- | ------------------------------- | --- | ------------------------------------------------------ |
| RB 42 | Regionalbahn (Kurhessenbahn)    | Marburg (Lahn) – Cölbe – Wetter (Hess-Nass) – Münchhausen – Frankenberg (Eder) – Korbach – Usseln – Willingen – Brilon Wald – [ Brilon Stadt ] / [ Bestwig ] |                                                        |
| RB 43 | Regionalbahn (Kurhessenbahn)    | Marburg – Cölbe – Biedenkopf – Wallau – Bad Laasphe – Erndtebrück                                                                                            |                                                        |
| RB 93 | Regionalbahn (HLB)              | Bad Berleburg – Erndtebrück – Hilchenbach – Kreuztal – Siegen – Betzdorf (Sieg)                                                                              | Rothaar-Bahn                                           |
| RB 94 | Regionalbahn (DB Kurhessenbahn) | (Erndtebrück – )Bad Laasphe – Marburg (Lahn) | Obere Lahntalbahn 1x per twee uur van/naar Erndtebrück |

## Aansluitingen
In de volgende plaatsen is of was er een aansluiting op de volgende spoorlijnen:
Kreuztal
DB 2800, spoorlijn tussen Hagen en Haiger
DB 9276, spoorlijn tussen Kreuztal en Eintracht
DB 9277, spoorlijn tussen Kreuztal en Buschhütten Siemag
Erndtebrück
DB 2871, spoorlijn tussen Erndtebrück en Berleburg
Wallau
DB 3721, spoorlijn tussen Dillenburg en Wallau
Sarnau
DB 2972, spoorlijn tussen Warburg en Sarnau
Cölbe
DB 3900, spoorlijn tussen Kassel en Frankfurt